# Liste de bases antarctiques
Voici une liste de bases (stations de recherche permanentes) présentes sur le continent Antarctique ou les îles environnantes, situées aux latitudes de 60° à 90° Sud.

## Carte de l'Antarctique
| Aboa Finlande · Almirante Brown Argentine · Amundsen-Scott États-Unis · (nombreuses) bases des Îles Shetland du Sud · Belgrano II Argentine · Bharati Inde · Brown Argentine · Casey Australie · Concordia France-Italie · Davis Australie · Dôme Fuji Japon · Droujnaïa 4 Russie · Dumont d’Urville France · Esperanza Argentine · Halley Royaume-Uni · Kohnen Allemagne · Law-Racoviţă Australie Roumanie · Maitri Inde · Marambio Argentine · Mario Zucchelli Italie · Mawson Australie · McMurdo États-Unis · Melchior Argentine · Mirny Russie · Neumayer Allemagne · Novolazarevskaya Russie · Orcadas Argentine · Palmer États-Unis · Princesse Élisabeth Belgique · Progress 2 Russie · Rothera Royaume-Uni · San Martín Argentine · SANAE IV Afrique du Sud · Scott Nouvelle-Zélande · Signy Royaume-Uni · Syowa Japon · Tor Norvège · Troll Norvège · Vernadsky Ukraine · Vostok Russie · Wasa Suède · Zhongshan République populaire de Chine |

Principales bases antarctiques en activité.
(pointer une base pour afficher son nom)

## Liste des bases antarctiques liées à ses pays
| Base                                            | Base            | Base               | Emplacement                                | Emplacement                 | Emplacement     | Fuseau horaire | Occupation | Occupation | Occupation | Piste d’atterrissage  |  |
| Nom                                             | Code UN- LOCODE | Pays               | Situation                                  | Latitude Longitude          | Altitude        | Fuseau horaire | Depuis     | Hivernants | Estivants  | Piste d’atterrissage  |  |
| ----------------------------------------------- | --------------- | ------------------ | ------------------------------------------ | --------------------------- | --------------- | -------------- | ---------- | ---------- | ---------- | --------------------- |  |
| Aboa                                            | AQ-ABA          | Finlande           | Terre de la Reine-Maud                     | 73°03′ S 13°25′ O           | 400 m           |                | 1989       | n.d.       | 20         |                       |  |
| Almirante Brown                                 |                 | Argentine          | Baie du Paradis                            | 64°53′ S 62°53′ O           | 10 m            |                | 1951       |            | 18         |                       |  |
| Amundsen-Scott                                  | AQ-AMS          | États-Unis         | Pôle Sud                                   | 89°59,85′ S 139°16,37′ E    | 2 830 m         | UTC+12         | 1956       | 75         | 250        | 3660 m (skis)         |  |
| Arctowski                                       | AQ-ARC          | Pologne            | Île du Roi-George                          | 62°09,57′ S 58°28,25′ O     | 2 m             |                | 1977       | 12         | 40         |                       |  |
| Base Artigas (Base antarctique General Artigas) | AQ-ART          | Uruguay            | Île du Roi George                          | 62°11,07′ S 58°54,15′ O     | 17 m            |                | 1984       | 9          | 60         |                       |  |
| Teniente Arturo Parodi Alister                  |                 | Chili              | Glacier de l'Union (en)                    | 80°19,10′ S 81°18,48′ O     | 880 m           | UTC-4          |            |            |            | 2 500 m (roues, skis) |  |
| Arturo Prat                                     | AQ-APT          | Chili              | Île Greenwich                              | 62°30′ S 59°41′ O           | ~ 10 m          |                | 1947       |            | 27         |                       |  |
| Bharati                                         |                 | Inde               | Larsemann Hills près de la Baie de Prydz   | 69°24,28′ S 76°11,14′ O     |                 |                | 2012       |            |            |                       |  |
| Belgrano II                                     | AQ-BEL          | Argentine          | Terre de Coats                             | 77°52,48′ S 34°37,62′ O     | 50 m            |                | 1955       | 12         | 12         |                       |  |
| Bellingshausen                                  | AQ-BHN          | Russie             | Île du Roi George                          | 62°11,78′ S 58°57,65′ O     | 16 m            |                | 1968       | 25         | 38         |                       |  |
| Browning Pass                                   |                 | Italie             |                                            | 74°37,37′ S 163°54,82′ E    | 170 m           |                |            |            |            | 915 m (skis)          |  |
| Camp Académie                                   |                 | Bulgarie           | Île Livingston                             | 62°38′41,9″ S 60°10′18,3″ O | 541 m           |                | 2004       | n.d.       | ?          |                       |  |
| Casey                                           | AQ-CAS          | Australie          | Baie de Vincennes                          | 66°17,00′ S 110°31,18′ E    | 30 m            | UTC+8          | 1969       | 20         | 70         | variable (skis)       |  |
| Comandante Ferraz                               | AQ-CFZ          | Brésil             | Île du Roi George                          | 62°05,00′ S 58°23,47′ O     | 8 m             |                | 1984       | 12         | 40         |                       |  |
| Concordia                                       | AQ-CON          | France Italie      | Dôme C (Territoire antarctique australien) | 75°06,12′ S 123°23,72′ E    | 3 220 m         | UTC+10         | 1997       | 13         | 45         | 1 500 m (skis)        |  |
| D10 skiway                                      |                 | France             | Terre Adélie                               | 66°40,08′ S 139°49,18′ E    | ~ 100 m         | UTC+10         |            |            |            | variable (skis)       |  |
| D85 skiway                                      |                 | France             | Terre Adélie                               | 70°25,50′ S 134°08,75′ E    | 2 850 m         | UTC+10         |            |            |            | variable (skis)       |  |
| Davis                                           | AQ-DAV          | Australie          | Terre de la Princesse-Élisabeth            | 68°34,63′ S 77°58,35′ E     | 15 m            | UTC+7          | 1957       | 22         | 70         | variable (skis)       |  |
| Dome Fuji                                       | AQ-DMF          | Japon              | Dôme F                                     | 77°19,02′ S 39°42,20′ E     | 3 810 m         |                | 1995       | n.d.       | 15         | variable (skis)       |  |
| Droujnaïa                                       | AQ-DRZ          | Russie             |                                            | 69°44′ S 73°42′ E           | 20 m            |                | 1987       | n.d.       | 50         |                       |  |
| Dumont-d’Urville                                | AQ-DDU          | France             | Terre Adélie                               | 66°39,77′ S 140°00,08′ E    | 42 m            | UTC+10         | 1956       | 26         | 100        |                       |  |
| Enigma Lake                                     |                 | Italie             |                                            | 74°42,81′ S 164°02,49′ E    | 170 m           |                |            |            |            | 730 m (skis)          |  |
| Escudero                                        | AQ-ESC          | Chili              | Île du Roi George                          | 62°12,07′ S 58°57,75′ O     | 10 m            |                | 1994       | 2          | 33         |                       |  |
| Esperanza                                       | AQ-ESP          | Argentine          | Baie de l'Espoir                           | 63°23,70′ S 56°59,77′ O     | 25 m            |                | 1952       | 55         | 90         |                       |  |
| Frei / Villa Las Estrellas                      | AQ-TNM          | Chili              | Île du Roi George                          | 62°12,00′ S 58°57,85′ O     | 10 m            |                | 1969       | 70         | 120        | 1 300 m (roues)       |  |
| Fossil Bluff (en)                               |                 | Royaume-Uni        |                                            | 71°19,76′ S 68°16,02′ O     | 92 m            |                |            |            |            | 1 200 m (skis)        |  |
| Gabriel de Castille                             | AQ-GDC          | Espagne            | Île de la Déception                        | 62°59′ S 60°41′ O           | 15 m            |                | 1990       | n.d.       | 14         |                       |  |
| Grande Muraille                                 | AQ-GWL          | Chine              | Île du Roi George                          | 62°12,98′ S 58°57,73′ O     | 10 m            |                | 1985       | 14         | 40         |                       |  |
| Halley                                          | AQ-HLY          | Royaume-Uni        |                                            | 75°34,90′ S 26°32,47′ O     | 37 m            |                | 1956       | 15         | 65         | 1 200 m (skis)        |  |
| Juan Carlos Iero                                | AQ-JCP          | Espagne            | Île Livingston                             | 62°39′ S 60°23′ O           | 12 m            |                | 1989       | n.d.       | 14         |                       |  |
| Jubany                                          | AQ-JUB          | Argentine          |                                            | 62°14,27′ S 58°39,87′ O     | 10 m            |                | 1982       | 20         | 100        |                       |  |
| King Sejong                                     | AQ-KSG          | Corée du Sud       | Île du Roi-George                          | 62°13,40′ S 58°47,35′ O     | 10 m            |                | 1988       | 15         | 60         |                       |  |
| Kohnen                                          | AQ-KHN          | Allemagne          |                                            | 75°00′ S 0°04′ E            | 2 900 m         |                | 2001       | n.d.       | 28         | 900 m (skis)          |  |
| Law-Racoviţă                                    | AQ-LAW          | Australie Roumanie |                                            | 69°23′ S 76°23′ E           | 65 m            |                | 1987       | n.d.       | 13         |                       |  |
| Machu Picchu                                    |                 | Pérou              | Île du Roi-George                          | 62°05,49′ S 58°28,27′ O     | 10 m            |                | 1989       | n.d.       | 28         |                       |  |
| Maitri                                          | AQ-MTR          | Inde               | Région de Schirmacher                      | 70°45,95′ S 11°44,15′ E     | 130 m           |                | 1989       | 25         | 65         |                       |  |
| Maldonado                                       |                 | Équateur           |                                            | 62°26,96′ S 59°44,54′ O     | ~ 10 m          |                | 1990       | n.d.       | 22         |                       |  |
| Marambio                                        | AQ-MRB          | Argentine          | Île Seymour-Marambio                       | 64°14,70′ S 56°39,42′ O     | 200 m           |                | 1969       | 55         | 150        | 1 200 m (roues)       |  |
| Mario Zucchelli                                 | AQ-MZU          | Italie             | Baie Terra Nova                            | 74°41′ S 164°07′ E          | 15 m            |                | 1986       | n.d.       | 90         | 3 000 m (roues, skis) |  |
| Mawson                                          | AQ-MAW          | Australie          | Terre Mac-Robertson                        | 67°36,28′ S 62°52,25′ E     | 5 m             | UTC+6          | 1954       | 20         | 60         | variable (skis)       |  |
| McMurdo                                         | AQ-MCM          | États-Unis         | Île de Ross                                | 77°50,88′ S 166°40,10′ E    | ~ 10 m          | UTC+12         | 1955       | 250        | 1 000      | 3 000 m (roues, skis) |  |
| Base Melchior                                   |                 | Argentine          | Îles Melchior                              | 64°19,54′ S 62°58,56′ W     | ~ 8 m           |                | 1947       |            | 36         |                       |  |
| Mid Point                                       |                 | Italie             |                                            | 75°32,44′ S 145°49,12′ E    | 2 520 m         |                |            |            |            | 1 200 m (skis)        |  |
| Mirny                                           | AQ-MIR          | Russie             | Mer de Davis                               | 66°33,12′ S 93°00,88′ E     | 40 m            |                | 1956       | 60         | 169        |                       |  |
| Molodiojnaïa (en)                               |                 | Russie             |                                            | 67°40,97′ S 46°08,08′ E     | 225 m           |                |            |            |            | 2 560 m (roues, skis) |  |
| Neumayer                                        | AQ-NEU          | Allemagne          | Baie d'Atka                                | 70°38,00′ S 8°15,80′ O      | 40 m            |                | 1981       | 9          | 50         | 1 000 m (skis)        |  |
| Novolazarevskaya                                | AQ-NOV          | Russie             | Terre de la Reine-Maud                     | 70°46,43′ S 11°51,90′ E     | 102 m           |                | 1961       | 30         | 70         | 3 000 m (roues, skis) |  |
| O’Higgins                                       | AQ-OHG          | Chili              | Péninsule Antarctique                      | 63°19,25′ S 57°54,02′ O     | 12 m            |                | 1948       | 16         | 44         | 800 m (skis)          |  |
| Odell Glacier                                   |                 | États-Unis         |                                            | 76°39′ S 159°58′ E          | 1 600 m         |                |            |            |            | 1 800 m (roues)       |  |
| Ohridski                                        | AQ-OHR          | Bulgarie           | Île Livingston                             | 62°38,48′ S 60°21,88′ O     | ~ 10 m          |                | 1988       | n.d.       | 15         |                       |  |
| Orcadas                                         | AQ-ORC          | Argentine          | Îles Orcades du Sud                        | 60°44,33′ S 44°44,28′ O     | 4 m             |                | 1904       | 14         | 45         |                       |  |
| Palmer                                          | AQ-PLM          | États-Unis         | Île Anvers                                 | 64°46,50′ S 64°03,07′ O     | ~ 10 m          | UTC-4          | 1965       | 12         | 43         |                       |  |
| Princesse Elisabeth                             |                 | Belgique           | Terre de la Reine-Maud                     | 71° S 23° E                 | 1 300 m         |                | 2007       | ?          | maximum 20 |                       |  |
| Progress 2                                      | AQ-PRO          | Russie             | Terre de la Princesse-Élisabeth            | 69°23′ S 76°23′ E           | 15 m            |                | 1989       | 20         | 77         |                       |  |
| Refugio Ecuador                                 |                 | Équateur           |                                            | 62°08′ S 58°22′ O           | ~ 10 m          |                | 1990       | n.d.       | 4          |                       |  |
| Rothera                                         | AQ-ROT          | Royaume-Uni        | Île Adélaïde                               | 67°34,17′ S 68°07,20′ O     | 16 m            | UTC-3          | 1976       | 22         | 130        | 2 500 m (roues, skis) |  |
| S17 skiway                                      |                 | Japon              |                                            | 69°01,50′ S 40°06,50′ E     | 620 m           |                |            |            |            | 1 200 m (skis)        |  |
| San Martín                                      | AQ-SMT          | Argentine          | Terre Loubet                               | 68°07,78′ S 67°06,20′ O     | 5 m             |                | 1951       | 20         | 20         |                       |  |
| SANAE IV                                        | AQ-SNA          | Afrique du Sud     | Terre de la Reine Maud                     | 71°40,42′ S 2°49,73′ O      | 850 m           |                | 1962       | 10         | 80         | 1 000 m (skis)        |  |
| Scott                                           | AQ-SBA          | Nouvelle-Zélande   | Île de Ross                                | 77°51,00′ S 166°45,77′ E    | 10 m            | UTC+12         | 1957       | 10         | 85         |                       |  |
| Signy                                           | AQ-SGN          | Royaume-Uni        |                                            | 60°43′ S 45°36′ O           | 5 m             |                | 1947       | n.d.       | 10         |                       |  |
| Sitry                                           |                 | Italie             |                                            | 71°39,32′ S 148°39,15′ E    | 1 600 m         |                |            |            |            | 1 000 m (skis)        |  |
| Sky Blu                                         |                 | Royaume-Uni        |                                            | 74°51,38′ S 71°34,16′ O     | 1 370 – 1 500 m |                |            |            |            | variable (roues)      |  |
| Syowa                                           | AQ-SYW          | Japon              |                                            | 69°00,37′ S 39°35,40′ E     | 29 m            |                | 1957       | 40         | 110        | 1 000 m (skis)        |  |
| Tor                                             | AQ-TOR          | Norvège            |                                            | 71°53′ S 5°09′ E            | 1 625 m         |                | 1985       | n.d.       | 4          |                       |  |
| Troll                                           | AQ-TRL          | Norvège            | Terre de la Reine-Maud                     | 72°00,12′ S 2°32,03′ E      | 1 300 m         |                | 1990       | 7          | 40         | 3 000 m (roues)       |  |
| Vernadsky                                       | AQ-VKY          | Ukraine            | Île Galindez                               | 65°14,72′ S 64°15,40′ O     | 7 m             | UTC-3          | 1996       | 12         | 24         |                       |  |
| Vostok                                          | AQ-VOS          | Russie             | Pôle d'inaccessibilité                     | 78°28,00′ S 106°48,00′ E    | 3 500 m         | UTC+6          | 1957       | 13         | 25         | 3 000 m (skis)        |  |
| Wasa                                            | AQ-WSA          | Suède              |                                            | 73°03′ S 13°25′ O           | ~ 400 m         |                | 1989       | n.d.       | 20         |                       |  |
| Zhongshan                                       | AQ-ZGN          | Chine              | Terre de la Princesse-Élisabeth            | 69°22,27′ S 76°23,22′ E     | ~ 10 m          |                | 1989       | 15         | 30         |                       |  |